# Atletismo nos Jogos Olímpicos de Verão de 2008 - 400 m masculino
A competição dos 400 metros rasos masculino nos Jogos Olímpicos de Verão de 2008 aconteceu no dias 18 a 21 de Agosto no Estádio Nacional de Pequim.

## Medalhistas
| Ouro   | USA LaShawn Merritt |
| Prata  | USA Jeremy Wariner  |
| Bronze | USA David Neville   |

## Recordes
Antes desta competição, os recordes mundiais e olímpicos da prova eram os seguintes:
| Tipo | Atleta          | Tempo   | Local   | Data                 |
| ---- | --------------- | ------- | ------- | -------------------- |
|      | Michael Johnson | 43,18 s | Sevilha | 26 de agosto de 1999 |
|      | Michael Johnson | 43,49 s | Atlanta | 29 de julho de 1996  |

## Resultados

### Ronda 1

#### Eliminatória 1
| # | Lane | Atleta/País                 | Tempo   | Notas | React |
| - | ---- | --------------------------- | ------- | ----- | ----- |
| 1 | 4    | FRA Leslie Djhone           | 45.12 Q | .     | 0.190 |
| 2 | 5    | USA David Neville           | 45.22 Q | .     | 0.189 |
| 3 | 6    | CUB William Collazo         | 45.37 Q | (SB)  | 0.180 |
| 4 | 8    | BEL Kévin Borlée            | 45.43 Q | .     | 0.149 |
| 6 | 3    | ZIM Young Talkmore Nyongani | 45.89   | .     | 0.249 |
| 7 | 7    | MRI Eric Milazar            | 46.06   | .     | 0.209 |
| 8 | 2    | BOT Gakologelwang Masheto   | 46.29   | (SB)  | 0.183 |
| — | 9    | RUS Denis Alekseyev         | 45.52   | DSQ   | 0.299 |

#### Eliminatória 2
| # | Lane | Atleta/País           | Tempo   | Notas | React |
| - | ---- | --------------------- | ------- | ----- | ----- |
| 1 | 6    | BAH Chris Brown       | 44.79 Q | .     | 0.205 |
| 2 | 7    | AUS Joel Milburn      | 44.80 Q | (PB)  | 0.155 |
| 3 | 4    | SWE Johan Wissman     | 44.81 Q | (SB)  | 0.229 |
| 4 | 5    | COD Gary Kikaya       | 44.89 Q | (SB)  | 0.184 |
| 5 | 8    | JAM Sanjay Ayre       | 45.66   | .     | 0.177 |
| 6 | 9    | DOM Arismendy Peguero | 46.28   | .     | 0.236 |
| 7 | 3    | SMR Ivano Bucci       | 48.54   | (SB)  | 0.209 |
| 8 | 2    | CHN Xiaosheng Liu     | 53.11   | .     | 0.245 |

#### Eliminatória 3
| # | Lane | Atleta/País               | Tempo   | Notas | React |
| - | ---- | ------------------------- | ------- | ----- | ----- |
| 1 | 8    | CRC Nery Brenes           | 45.36 Q | .     | 0.196 |
| 2 | 3    | NGR James Godday          | 45.49 Q | .     | 0.200 |
| 3 | 9    | BAH Andretti Bain         | 45.96 Q | .     | 0.225 |
| 4 | 7    | FIJ Niko Verekauta        | 46.32   | (SB)  | 0.161 |
| 5 | 6    | BRA Fernando de Almeida   | 46.60   | .     | 0.158 |
| 6 | 2    | ZIM Lewis Banda           | 46.76   | .     | 0.244 |
| 7 | 4    | KEN Vincent Mumo Kiilu    | 46.79   | .     | 0.212 |
| 8 | 5    | SUD Nagmeldin Ali Abubakr | 47.12   | .     | 0.247 |

#### Eliminatória 4
| # | Lane | Atleta/País           | Tempo   | Notas | React |
| - | ---- | --------------------- | ------- | ----- | ----- |
| 1 | 7    | GBR Martyn Rooney     | 45.00 Q | .     | 0.207 |
| 2 | 8    | AUS Sean Wroe         | 45.17 Q | (PB)  | 0.182 |
| 3 | 5    | JAM Ricardo Chambers  | 45.22 Q | .     | 0.211 |
| 4 | 3    | DMA Erison Hurtault   | 46.10   | .     | 0.246 |
| 5 | 9    | URU Andrés Silva      | 46.34   | .     | 0.265 |
| 6 | 2    | CZE Rudolf Götz       | 46.38   | .     | 0.157 |
| 7 | 6    | JPN Yuzo Kanemaru     | 46.39   | .     | 0.225 |
| . | 4    | BOT California Molefe | DNS     | .     |       |

#### Eliminatória 5
| # | Lane | Atleta/País              | Tempo   | Notas | React |
| - | ---- | ------------------------ | ------- | ----- | ----- |
| 1 | 2    | USA LaShawn Merritt      | 44.96 Q | .     | 0.214 |
| 2 | 7    | NGR Saul Weigopwa        | 45.19 Q | .     | 0.172 |
| 3 | 8    | ITA Claudio Licciardello | 45.25 Q | (PB)  | 0.186 |
| 4 | 3    | BEL Jonathan Borlée      | 45.25 Q | (PB)  | 0.225 |
| 5 | 6    | TRI Ato Stephens         | 45.63   | .     | 0.195 |
| 6 | 9    | GRN Alleyne Francique    | 46.15   | .     | 0.215 |
| 7 | 5    | COL Yeimer Mosquera      | 46.59   | .     | 0.268 |
| 8 | 4    | LBR Siraj Williams       | 47.89   | .     | 0.288 |

#### Eliminatória 6
| # | Lane | Atleta/País           | Tempo   | Notas | React |
| - | ---- | --------------------- | ------- | ----- | ----- |
| 1 | 7    | GBR Andrew Steele     | 44.94 Q | (PB)  | 0.248 |
| 2 | 5    | TRI Renny Quow        | 45.13 Q | .     | 0.266 |
| 3 | 6    | BAH Michael Mathieu   | 45.17 Q | (PB)  | 0.193 |
| 4 | 8    | JAM Michael Blackwood | 45.56   | .     | 0.204 |
| 5 | 2    | CAN Tyler Christopher | 45.67   | .     | 0.172 |
| 6 | 3    | GRN Joel Phillip      | 46.30   | .     | 0.198 |
| 7 | 9    | PUR Félix Martínez    | 46.46   | .     | 0.347 |
| 8 | 4    | POL Daniel Dabrowski  | 47.83   | .     | 0.260 |

#### Eliminatória 7
| # | Lane | Atleta/País                  | Tempo   | Notas | React |
| - | ---- | ---------------------------- | ------- | ----- | ----- |
| 1 | 9    | USA Jeremy Wariner           | 45.23 Q | .     | 0.253 |
| 2 | 6    | ISV Tabarie Henry            | 45.36 Q | (NR)  | 0.165 |
| 3 | 2    | BEL Cedric van Branteghem    | 45.54 Q | .     | 0.203 |
| 4 | 4    | IRL David Gillick            | 45.83   | .     | 0.275 |
| 5 | 5    | RUS Maksim Dyldin            | 46.03   | .     | 0.194 |
| 6 | 3    | UKR Myhaylo Knysh            | 46.28   | .     | 0.260 |
| 7 | 7    | BEN Mathieu Gnanligo         | 47.10   | .     | 0.207 |
| 8 | 8    | STP Naiel Santiago d'Almeida | 49.08   | .     | 0.178 |

### Semi-finais

#### Semi-final 1
| # | Lane | Atleta/País              | Tempo   | Notas | React |
| - | ---- | ------------------------ | ------- | ----- | ----- |
| 1 | 6    | USA Jeremy Wariner       | 44.15 Q | .     | 0.224 |
| 2 | 5    | BAH Chris Brown          | 44.59 Q | .     | 0.244 |
| 3 | 6    | BEL Kévin Borlée         | 44.88   | (NR)  | 0.162 |
| 4 | 7    | CRC Nery Brenes          | 44.98   | (NR)  | 0.169 |
| 5 | 4    | NGR Saul Weigopwa        | 45.02   | (SB)  | 0.168 |
| 6 | 2    | CUB Williams Collazo     | 45.06   | (PB)  | 0.191 |
| 7 | 8    | ISV Tabarie Henry        | 45.19   | (NR)  | 0.165 |
| 8 | 2    | ITA Claudio Licciardello | 45.64   | .     | 0.259 |

#### Semi-final 2
| # | Lane | Atleta/País          | Tempo   | Notas | React |
| - | ---- | -------------------- | ------- | ----- | ----- |
| 1 | 6    | FRA Leslie Djhone    | 44.79 Q | (SB)  | 0.159 |
| 2 | 4    | USA David Neville    | 44.91 Q | .     | 0.190 |
| 3 | 5    | AUS Joel Milburn     | 45.06   | .     | 0.187 |
| 4 | 9    | JAM Ricardo Chambers | 45.09   | .     | 0.220 |
| 5 | 3    | BEL Jonathan Borlée  | 45.11   | (PB)  | 0.191 |
| 6 | 8    | NGR James Godday     | 45.24   | .     | 0.185 |
| 7 | 2    | BAH Andretti Bain    | 45.52   | .     | 0.196 |
| 8 | 7    | GBR Andrew Steele    | 45.59   | .     | 0.216 |

#### Semi-final 3
| # | Lane | Atleta/País               | Tempo   | Notas | React |
| - | ---- | ------------------------- | ------- | ----- | ----- |
| 1 | 7    | USA LaShawn Merritt       | 44.12 Q | .     | 0.187 |
| 2 | 6    | GBR Martyn Rooney         | 44.60 Q | (PB)  | 0.126 |
| 3 | 8    | SWE Johan Wissman         | 44.64 q | (SB)  | 0.211 |
| 4 | 5    | TRI Renny Quow            | 44.82 q | (PB)  | 0.204 |
| 5 | 2    | COD Gary Kikaya           | 44.94   | .     | 0.187 |
| 6 | 9    | BAH Michael Mathieu       | 45.56   | .     | 0.203 |
| 7 | 4    | AUS Sean Wroe             | 45.56   | .     | 0.205 |
| 8 | 3    | BEL Cedric van Branteghem | 45.81   | .     | 0.199 |

### Final

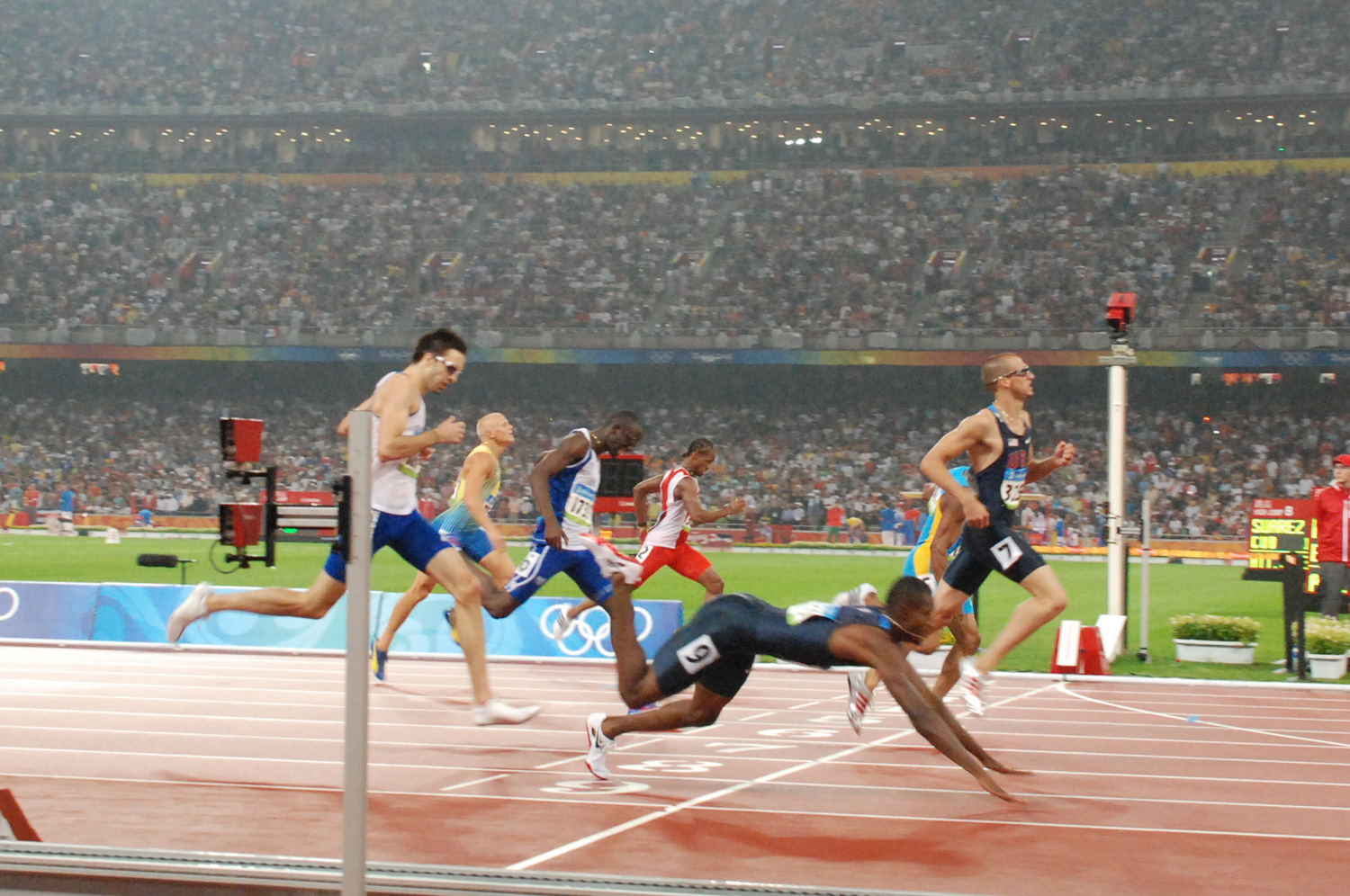
Atletas cruzando a meta

| #                 | Pista | Nome            | País                  | Tempo | Tempo de Reação | Notas |
| ----------------- | ----- | --------------- | --------------------- | ----- | --------------- | ----- |
| Medalha de ouro   | 4     | LaShawn Merritt | USA Estados Unidos    | 43.75 | 0.318           | PB    |
| Medalha de prata  | 7     | Jeremy Wariner  | USA Estados Unidos    | 44.74 | 0.209           |       |
| Medalha de bronze | 9     | David Neville   | USA Estados Unidos    | 44.80 | 0.293           |       |
| 4                 | 5     | Chris Brown     | BAH Bahamas           | 44.84 | 0.231           |       |
| 5                 | 6     | Leslie Djhone   | FRA França            | 45.11 | 0.164           |       |
| 6                 | 8     | Martyn Rooney   | GBR Grã-Bretanha      | 45.12 | 0.208           |       |
| 7                 | 2     | Renny Quow      | TRI Trinidad e Tobago | 45.22 | 0.201           |       |
| 8                 | 3     | Johan Wissman   | SWE Suécia            | 45.39 | 0.218           |       |